# Eccoptomera zernyi
Eccoptomera zernyi är en tvåvingeart som beskrevs av Leander Czerny 1927. Eccoptomera zernyi ingår i släktet Eccoptomera och familjen myllflugor. Inga underarter finns listade i Catalogue of Life.